# Among Us VR
Among Us VR es un videojuego de deducción social desarrollado por Schell Games, Innersloth y Robot Teddy, y publicado por Innersloth. El juego es una versión de realidad virtual de Among Us. Fue publicado por Innersloth en noviembre de 2022 para Quest 2 y Windows a través de varios auriculares compatibles con SteamVR. Se planeó una versión de PlayStation 5 a través de PlayStation VR2 para febrero de 2023, pero no se lanzó en ese período.
El juego consta de dos equipos, compañeros de tripulación e impostores. El objetivo de los compañeros de tripulación es completar todas las tareas asignadas en el mapa o iniciar reuniones para eliminar a los impostores y eliminarlos. El objetivo de los impostores es eliminar a los compañeros de tripulación matándolos. Los impostores parecen idénticos a los compañeros de tripulación, por lo que los compañeros de tripulación deben observar el comportamiento de otros jugadores para determinar quiénes son los impostores. El juego termina una vez que todos los miembros de un equipo son eliminados o los compañeros de tripulación completan todas sus tareas.
El juego recibió críticas positivas de los críticos y vendió más de un millón de copias hasta el 24 de enero de 2023.

## Jugabilidad
Among Us VR es un Juego multijugador con dos equipos, Crewmates e Impostors. Los compañeros de tripulación deben completar una amplia variedad de tareas para cumplir con su condición de victoria. Los impostores parecen idénticos en todos los sentidos a los compañeros de tripulación, aunque pueden distinguirse de otros impostores. Su objetivo es matar a todos los jugadores de Crewmate sin que los atrapen, y pueden utilizar herramientas para ayudarlos, como sabotear una parte del barco que los Crewmates deben arreglar o usar conductos de ventilación para navegar rápidamente por el área de juego.
Si algún jugador ve un cadáver, tendrá la opción de iniciar una reunión con otros jugadores. Luego pueden discutir quién puede ser el impostor y votar quién creen que es. A menos que los jugadores opten por saltarse la votación, un jugador será "expulsado" del barco y se revelará si era un impostor o no. El jugador expulsado y otros jugadores muertos pueden continuar el juego como un fantasma, que no puede comunicarse con los jugadores vivos, matar o informar sobre un cadáver. El juego termina una vez que un equipo completa su objetivo.
Los lobbys admiten hasta 10 jugadores a la vez. Los jugadores tienen la posibilidad de personalizar su personaje con diferentes sombreros y otros cosméticos. En el juego, el chat de proximidad se utiliza con fines de comunicación. Los jugadores también pueden utilizar la función de chat rápido y chocar con otros cinco jugadores. A diferencia de el juego original, Among Us VR se juega en una perspectiva de primera persona y agrega nuevas tareas, como una diseñada alrededor de Whac-A-Mole. Among Us VR también presenta un nuevo mapa, conocido como The Skeld 2.

## Desarrollo y lanzamiento
El tráiler del anuncio se estrenó oficialmente en The Game Awards 2021. En agosto de 2022, se anunció una beta abierta. Among Us VR se lanzó el 10 de noviembre de 2022 para Meta Quest 2 y para Windows a través de Steam. La versión de Windows es compatible con las familias de auriculares Valve Index, HTC Vive, Oculus Rift y Windows Mixed Reality a través de SteamVR. Aquellos que ordenaron por adelantado en Meta Quest Store recibieron un sombrero Mini Crewmate. Se planificó el lanzamiento del juego en PlayStation 5 a través de PlayStation VR2 junto con el lanzamiento de los auriculares el 22 de febrero de 2023 antes de retrasarse. Durante una entrevista, los desarrolladores del juego dijeron que "tuvieron que pensar cuidadosamente cómo adaptar las acciones de matar, para que no fueran demasiado espeluznantes y horrorosas para los jugadores". Se lanzó un sombrero de caballo como cosmético del juego para el Día de los Inocentes. Schell Games lanzó un vídeo que confirmaba el nombre de un mapa llamado Polus Point. El mapa presenta un área más grande que la de Skeld 2, con más tareas que los jugadores deben completar.

## Recepción
Among Us VR recibió críticas "generalmente favorables" de los críticos, según agregador de reseñas Metacritic.
Al escribir para Digital Trends, Giovanni Colantonio vio "Among Us VR" como una mejora con respecto al original. Corey Plante de Inverse estuvo de acuerdo con Colantonio pero consideró que algunas de las áreas eran insulsas. Henry Stockdale, crítico de IGN, le dio a Among Us VR una reseña de 8/10, sintiendo que había una falta de contenido, aunque la jugabilidad pulida lo había compensado. En otra reseña, Ian Hamilton de UploadVR le dio al juego un veredicto "recomendado", calificándolo de "una emoción absoluta" y "top tier diseño de realidad virtual" y destacó el " Excelente sonido, iluminación y diseño de interacción". Dave McQuilling también elogió el juego por su experiencia en línea y sus controles simples. Sin embargo, criticó las funciones faltantes y los errores. Hamish Hector calificó el juego como un título imprescindible para los propietarios de auriculares de realidad virtual en su reseña para TechRadar. En un artículo de Game Rant, Cameron Swan dice que la jugabilidad "clava absolutamente lo que se propuso hacer". A Michael L Hicks de Android Cental le gustó el chat de proximidad del juego y las tareas de control de movimiento diciendo "El Skeld se siente como un barco real tripulado por personas reales" en su veredicto. Robert Zak aplaudió el juego en primera persona pero odió "los inevitables gritos" de los jugadores "que no quieren jugar correctamente".

### Premios
| Premio                      | Fecha de la ceremonia  | Categoría                                 | Resultado | Ref.          |
| --------------------------- | ---------------------- | ----------------------------------------- | --------- | ------------- |
| The Game Awards 2022        | 8 de diciembre de 2022 | Mejor realidad virtual y aumentada        | Nominado  | [ 26 ] [ 27 ] |
| The Steam Awards            | 3 de enero de 2023     | Juego de realidad virtual del año         | Nominado  | [ 28 ]        |
| 26th Annual D.I.C.E. Awards | 24 de febrero de 2023  | Logro técnico de realidad inmersiva       | Nominado  | [ 29 ]        |
| Webby Awards                | 26 de abril de 2023    | Mejor experiencia de juegos sociales 2023 | Ganador   | [ 30 ]        |
| Webby Awards                | 26 de abril de 2023    | Ganador de la voz del pueblo              | Ganador   | [ 30 ]        |

### Ventas
Hasta el 24 de enero de 2023, Among Us VR ha vendido más de un millón de copias. Según Innersloth, el juego se ha jugado más de 4 millones de veces con un promedio de 44,000 partidos por día con jugadores.